# Multiculturalismo no Brasil

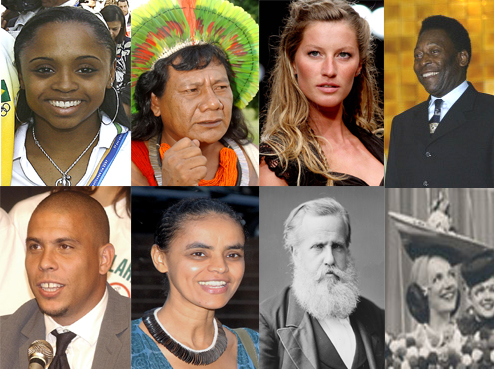
Mosaico de imagens de brasileiros dos mais variados grupos étnicos

O Multiculturalismo no Brasil é a mistura de culturas e de etnias que ocorre no território do país. Trata-se da miscigenação de culturas que ocorre no Brasil desde os tempos da colonização portuguesa ao país. Uma das principais características da cultura brasileira é a diversidade cultural.

## História
O processo imigratório teve grande importância para a formação cultural. O Brasil incorpora em seu território culturas de todas as partes do mundo. Este processo de imigração começou em 1530 após os portugueses terem dado início à colonização do Brasil. Os primeiros imigrantes não portugueses que foram para o Brasil foram os africanos, que eram utilizados como escravos nas lavouras de cana-de-açúcar.
Graças ao rápido desenvolvimento das plantações de café, a imigração ao país intensificou-se a partir de 1818, quando chegaram ao país imigrantes de fora de Portugal à procura de oportunidades de emprego nas plantações de café do país, alguns exemplos são os suíços, alemães, eslavos, turcos, árabes, italianos, japoneses, entre outros.
No Brasil existem diversas etnias e culturas. Devido ao fato de que existe uma mistura de etnias no país fazendo com que ele se torne multicultural.

## Diversidade Cultural no Brasil
O Brasil, devido à sua história de colonização e imigração, é um país caracterizado por uma grande diversidade cultural. Além da forte influência da cultura europeia e africana, a presença de povos indígenas e a imigração asiática (como a japonesa) e árabe ao longo dos séculos contribuem para a formação de um mosaico cultural único. A partir do século XIX, com o processo de imigração em massa, populações de diversas partes do mundo chegaram ao Brasil, trazendo suas culturas e tradições. Esse cenário gerou uma convivência intensa entre diferentes culturas, resultando na formação do multiculturalismo brasileiro .
A miscigenação e a convivência de culturas e etnias distintas no Brasil geraram um campo fértil para o surgimento de manifestações culturais que refletem essa diversidade. A gastronomia, as artes, a religião e a linguagem são áreas em que se percebe claramente a influência de diferentes tradições culturais. No campo musical, por exemplo, o samba, o maracatu, o forró e o funk são expressões de uma sociedade que se formou a partir dessa mistura .

## Linguagem e Religião
Além do português, há uma grande diversidade linguística no Brasil. Línguas indígenas e de imigrantes, como o alemão e o italiano, ainda são faladas em algumas comunidades. A religião também reflete a diversidade cultural, com o Brasil sendo um país predominantemente católico, mas com uma presença significativa de religiões afro-brasileiras, como o Candomblé e a Umbanda, além do crescimento do protestantismo e outras crenças .

## Desafios e Inclusão Social
Embora o multiculturalismo no Brasil seja uma característica positiva, existem desafios relacionados à inclusão e ao reconhecimento pleno das diversas culturas. A sociedade brasileira, em muitos momentos, enfrenta tensões entre as diferentes culturas, especialmente em relação ao racismo e à desigualdade social. Nesse contexto, é fundamental que o Estado implemente políticas públicas que promovam a valorização das diversas culturas, garantam o respeito e a igualdade de direitos a todas as comunidades e contribuam para a educação inclusiva . A educação tem um papel central na construção de uma sociedade multicultural em que todas as culturas possam coexistir e serem respeitadas.